# جون ديلينجام دودسون
جون ديلينجام دودسون (بالإنجليزية: John Dillingham Dodson)‏ هو عالم نفس أمريكي، ولد في 1879، وتوفي في 1955.